# Laurie Berkner
Laurie Berkner (Neuilly-sur-Seine, 15 marzo 1969) è una cantante statunitense.

## Discografia

### Album in studio
- Whaddaya Think of That? (1997)
- Buzz, Buzz (1998)
- Victor Vito (1999)
- Under a Shady Tree (2002)
- Rocketship Run (2008)
- The Best of the Laurie Berkner Band (2010)

### Raccolte
- For the Kids (2002)
- Jack's Big Music Show: Season One (2006)
- Snacktime! (2008)
- Yo Gabba Gabba: Music Is Awesome (2009)
- I'm Gonna Catch You (2010)
- 2015 - Laurie Berkner's Favorite Classic Kids' Songs
- 2017 - The Dance Remixes

## Videografia
- Dan Zanes & Friends - All Around the Kitchen! Crazy Videos & Concert Songs! (2005)
- Baby Nick Jr. Curious Buddies - Let's Move (2005)
- We Are... The Laurie Berkner Band (DVD+CD) (2006)
- Jamarama - Live! (2006)
- Jack's Big Music Show: Let's Rock (2007)
- Yo Gabba Gabba!: The Dancey Dance Bunch (2008)
- Lets Hear It for the Laurie Berkner Band (2010)

## Libri
- Victor Vito And Freddie Vasco (Bk+CD) (2004)
- Victor Vito and Freddie Vasco: Two Polar Bears On A Mission To Save The Klondike Cafe! (Bk+CD) (2004)
- Laurie Berkner Songbook (Bk+CD) (2006)
- Story of My Feelings (Bk+CD) (2007)